# 케티 2세
케티 2세는 이집트 제9왕조의 파라오이다. 토리노 파피루스 4-21에 등장한다.
그의 시대에 헤라클레오폴리스 정권의 힘은 제한적이었다. 나일강 삼각주는 아시아계 이민족들이 점령하였으며, 테베에는 이집트 제11왕조가 확고히 기반을 다졌다.
토리노 파피루스에 따르면 그의 뒤를 이은 파라오의 이름은 세넨?인데, 이름도 불명이고, 남아있는 기록도 없으며 생전에 세운 유적조차도 없으며 흔적조차도 남기지 않았다.